# الکساندر فرای
الکساندر فرای (آلمانی: Alexander Frei؛ زاده ۱۵ ژوئیهٔ ۱۹۷۹) بازیکن فوتبال پیشین اهل سوئیس است.

## افتخارات

### باشگاهی
سروت
- جام حذفی فوتبال سوئیس: ۰۱–۲۰۰۰

بازل
- سوپر لیگ فوتبال سوئیس: ۱۰–۲۰۰۹، ۱۱–۲۰۱۰، ۱۲–۲۰۱۱، ۱۳–۲۰۱۲
- جام حذفی فوتبال سوئیس: ۱۰–۲۰۱۱، ۱۲–۲۰۱۱

### فردی
- کفش طلای سوپر لیگ فوتبال سوئیس: ۱۱–۲۰۱۰ (۲۷ گل)، ۱۲–۲۰۱۱ (۲۴ گل)